# فینال مسابقات قهرمانی باشگاه‌های جهان ۲۰۰۵
فینال مسابقات قهرمانی باشگاه‌های جهان ۲۰۰۵ یک مسابقه فوتبال بود که بین سائو پائولو برزیل، قهرمان کونمبول، و لیورپول انگلیس، قهرمان یوفا، در ۱۸ دسامبر ۲۰۰۵ در ورزشگاه بین‌المللی یوکوهاما، ژاپن برگزار شد. این مسابقه نهایی مسابقات قهرمانی باشگاه‌های جهان ۲۰۰۵ بود، رقابتی برای برندگان مسابقات جام اولیه اعضای قاره‌ای فیفا. مسابقات قهرمانی باشگاه‌های جهان جایگزین جام بین قاره‌ای شد که هر دو تیم قبلاً در آن شرکت کرده بودند. سائو پائولو دو بار در سال‌های ۱۹۹۲ و ۱۹۹۳ قهرمان جام بین قاره‌ای شده بود، در حالی که لیورپول دو بار در سال‌های ۱۹۸۱ و ۱۹۸۴ شکست خورده بود.
این تیم‌ها با قهرمانی در رقابت‌های جام قاره‌ای خود به مسابقات راه یافتند. سائو پائولو قهرمان جام لیبرتادورس ۲۰۰۵ شد و تیم برزیلی اتلتیکو پارانائنزه را ۵–۱ شکست داد. لیورپول قهرمان لیگ قهرمانان اروپا ۰۵–۲۰۰۴ شد و پس از پایان بازی ۳–۳، تیم ایتالیایی میلان را ۳–۲ در ضربات پنالتی شکست داد. هر دو تیم در راه رسیدن به فینال در مسابقات قهرمانی یک بازی انجام دادند. سائو پائولو قهرمان لیگ قهرمانان آسیا ۲۰۰۵ یعنی الاتحاد را ۳–۲ شکست داد، در حالی که لیورپول قهرمان جام قهرمانان کونکاکاف ۲۰۰۵، دپورتیوو ساپریسا را با نتیجه ۳–۰ شکست داد.
سائو پائولو با تماشای ۶۶٬۸۲۱ تماشاگر در نیمه اول با گل مینیرو پیش افتاد. لیورپول که در نیمه اول چند موقعیت را برای گل تساوی از دست داد، در نیمه دوم اکثریت توپ و میدان را در اختیار داشتند و سه گل مردود شده نیز به ثمر رساند. علیرغم همه موقعیت‌هایشان، آنها نتوانستند مقابل سائو پائولو گلزنی کنند که بازی را ۱–۰ برد.

## مسیر تا فینال

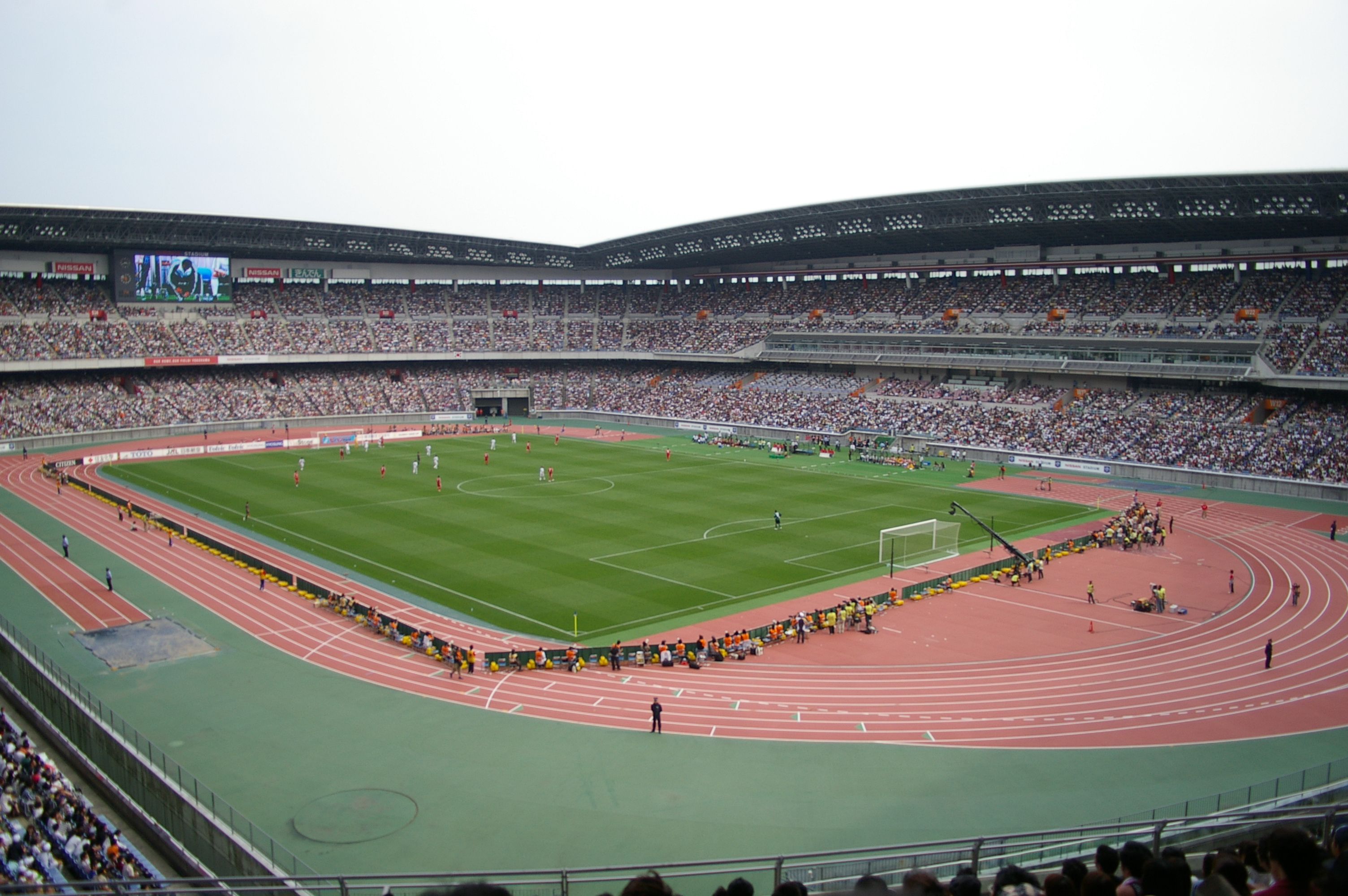
ورزشگاه بین‌المللی (نیسان) در یوکوهاما میزبان فینال بود

سائو پائولو به عنوان قهرمان جام لیبرتادورس به مسابقات قهرمانی باشگاه‌های جهان راه یافت. آنها در سال ۲۰۰۵ جام لیبرتادورس را با شکست ۵–۱ اتلتیکو پارانائنزه در فینال برنده شده بودند. این اولین حضور سائو پائولو در این رقابت‌ها بود، اگرچه آنها دو بار در سال‌های ۱۹۹۲ و ۱۹۹۳ پیشتاز رقابت‌ها یعنی جام بین قاره‌ای را به دست آورده بودند.
لیورپول به دلیل قهرمانی در لیگ قهرمانان اروپا ۰۵–۲۰۰۴ به مسابقات قهرمانی باشگاه‌های جهان راه یافت. آنها تیم ایتالیایی میلان را ۳–۲ در ضربات پنالتی پس از پایان بازی ۳–۳ شکست دادند. مانند سائو پائولو، لیورپول برای اولین بار در این رقابت‌ها شرکت کرد، اگرچه آنها دو بار در جام بین قاره‌ای حضور داشتند، در سال‌های ۱۹۸۱ و ۱۹۸۴ شکست خوردند.
هر دو تیم در مرحله نیمه نهایی وارد این رقابت‌ها شدند. حریف سائو پائولو قهرمان لیگ قهرمانان آسیا ۲۰۰۵، یعنی الاتحاد بود. پیروزی ۳–۲ با دو گل آموروسو و یک پنالتی از دروازه‌بان روژریو سنی، صعود سائوپائولو به فینال را تضمین کرد. لیورپول با دپورتیوو ساپریسا، قهرمان جام قهرمانان کونکاکاف ۲۰۰۵ روبرو شد. آنها بازی را ۳–۰ بردند، پیتر کراوچ دو گل زد و استیون جرارد نیز با رسیدن لیورپول به فینال گلزنی کرد.

## مسابقه

### پیش زمینه

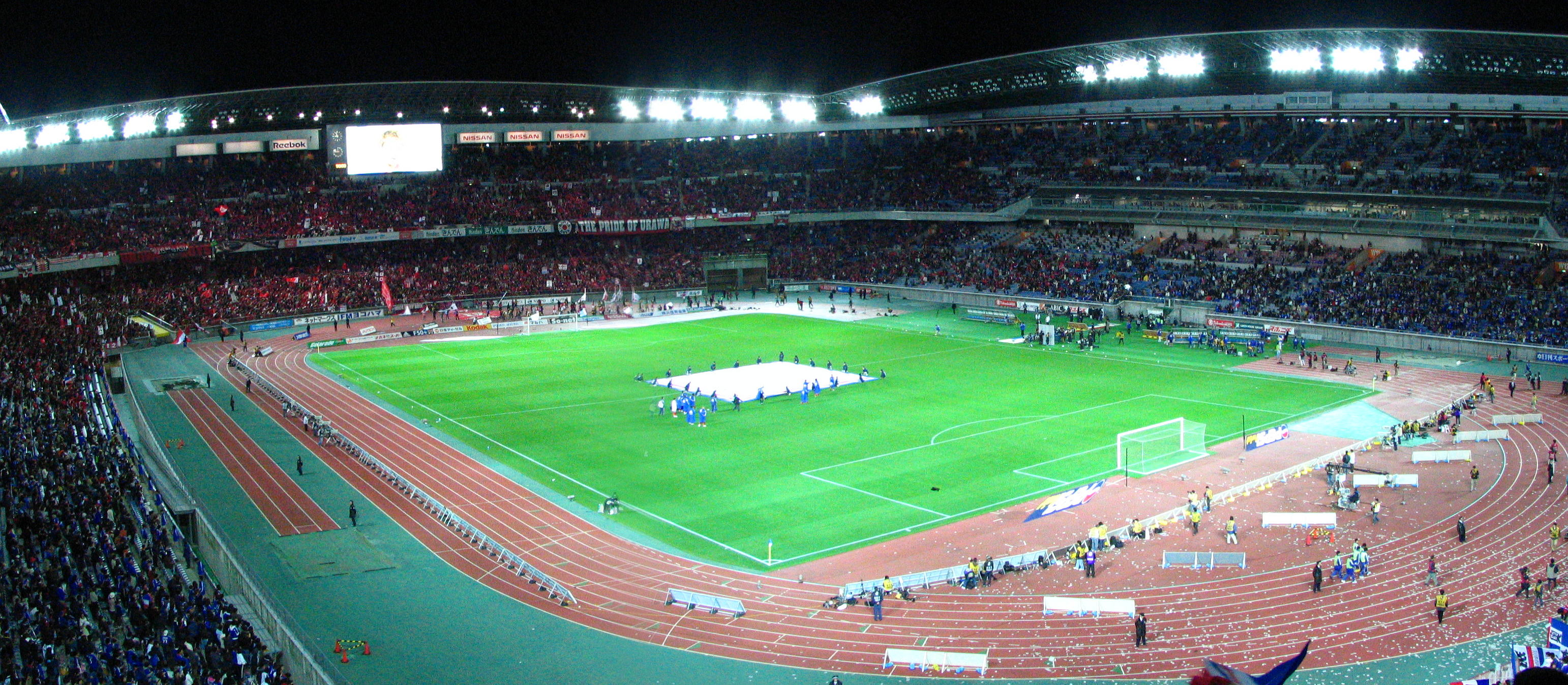
ورزشگاه بین‌المللی در یوکوهاما میزبان فینال بود

هر دو تیم در مسابقات داخلی خود عملکرد خوبی داشتند. فصل داخلی سائو پائولو دو هفته قبل از فینال به پایان رسیده بود. آنها مسابقات قهرمانی سری آ برزیل ۲۰۰۵ را در جایگاه یازدهم پس از ۴۲ بازی به پایان رساندند، آنها هر کدام ۱۶ بازی را بردند و باختند و ۱۰ بازی را مساوی کردند. لیورپول در اواسط فصل داخلی خود بود، آنها در لیگ برتر ۰۶–۲۰۰۵ رقابت می‌کردند. آنها در جدول دوم بودند و آخرین بازی خود را قبل از رقابت‌ها با نتیجه ۲–۰ مقابل میدلزبرو بردند. این پیروزی به این معنی بود که لیورپول ۱۰ بازی بدون گل خورده را پشت سر گذاشته بود که با رکورد یک باشگاه دیگر مساوی شد.
پائولو آتوئوری، سرمربی سائو پائولو، معتقد بود که تیمش در صورت پیروزی در بازی، باید عملکرد خود را در نیمه نهایی بهبود بخشد: «اگر می‌خواهیم فینال را ببریم، باید جنبه‌های خاصی از بازی خود را بهبود ببخشیم.» آتوئوری نگران تهدید هوایی لیورپول نبود، اما انتظار داشت که آنها در طول بازی توپ را حفظ کنند: «تیم‌های انگلیسی به خاطر برتری هوایی خود شناخته شده‌اند، اما لیورپول تیمی است که می‌تواند توپ را به خوبی حفظ کند همانطور که در هنگام پیروزی لیگ قهرمانان ثابت کرد.»
رافائل بنیتز، سرمربی لیورپول، علیرغم مرگ پدرش در اوایل هفته، کنترل تیم را برای فینال در اختیار گرفت. بنیتز مطمئن بود که تیم لیورپول او می‌تواند سائو پائولو را شکست دهد: «ما با اعتماد به نفس و قدرت بازی می‌کنیم. فکر می‌کنم می‌توانیم هر کسی را شکست دهیم.» کراوچ مهاجم لیورپول که دو گل در نیمه نهایی به ثمر رساند، به اندازه سرمربی خود در مورد پیروزی در بازی مصمم بود. وی افزود: «ما تمام راه را برای گشت و گذار به ژاپن نرفته‌ایم».

### نیمه اول
قبل از شروع مسابقه، به یاد پدر رافائل بنیتز، فرانسیسکو که چهارشنبه قبل از فینال بر اثر نارسایی قلبی درگذشت، یک دقیقه سکوت برگزار شد. هر دو تیم با بازوبندهای مشکی به نشانه احترام وارد زمین شدند. مسابقه بیشتر به تأخیر افتاد وقتی یک هوادار به زمین حمله کرد، او به سمت یکی از گل‌ها سر زد و قبل از اینکه گرفتار شود در دروازه گیر کرد. سائو پائولو با ترکیب ۳–۵–۲ صف آرایی کرد، در حالی که لیورپول ترکیب ۴–۴–۱–۱ را انتخاب کرد. لیورپول در ۷۹ ثانیه اولین فرصت بازی را داشت. ارسال استیون جرارد کاپیتان لیورپول به محوطه جریمه با فرناندو مورینتس مواجه شد اما ضربه سر این مهاجم از بالای دروازه به بیرون رفت. لیورپول موقعیت‌های بیشتری ایجاد کرد و لوئیس گارسیا دو بار با ضربه سر، دروازه را تهدید کرد. سائو پائولو تنها یک موقعیت ایجاد کرده بود، یک ضربه از آموروسو، اما آنها شروع به پیشرفت کردند. آنها پس از ضربه آموروسو به جلو پرس کردند و سیسینیو که نزدیک بود با یک ضربه لوبی از خط میانی که از بالای تیرک دروازه عبور کرد به گل برسد.

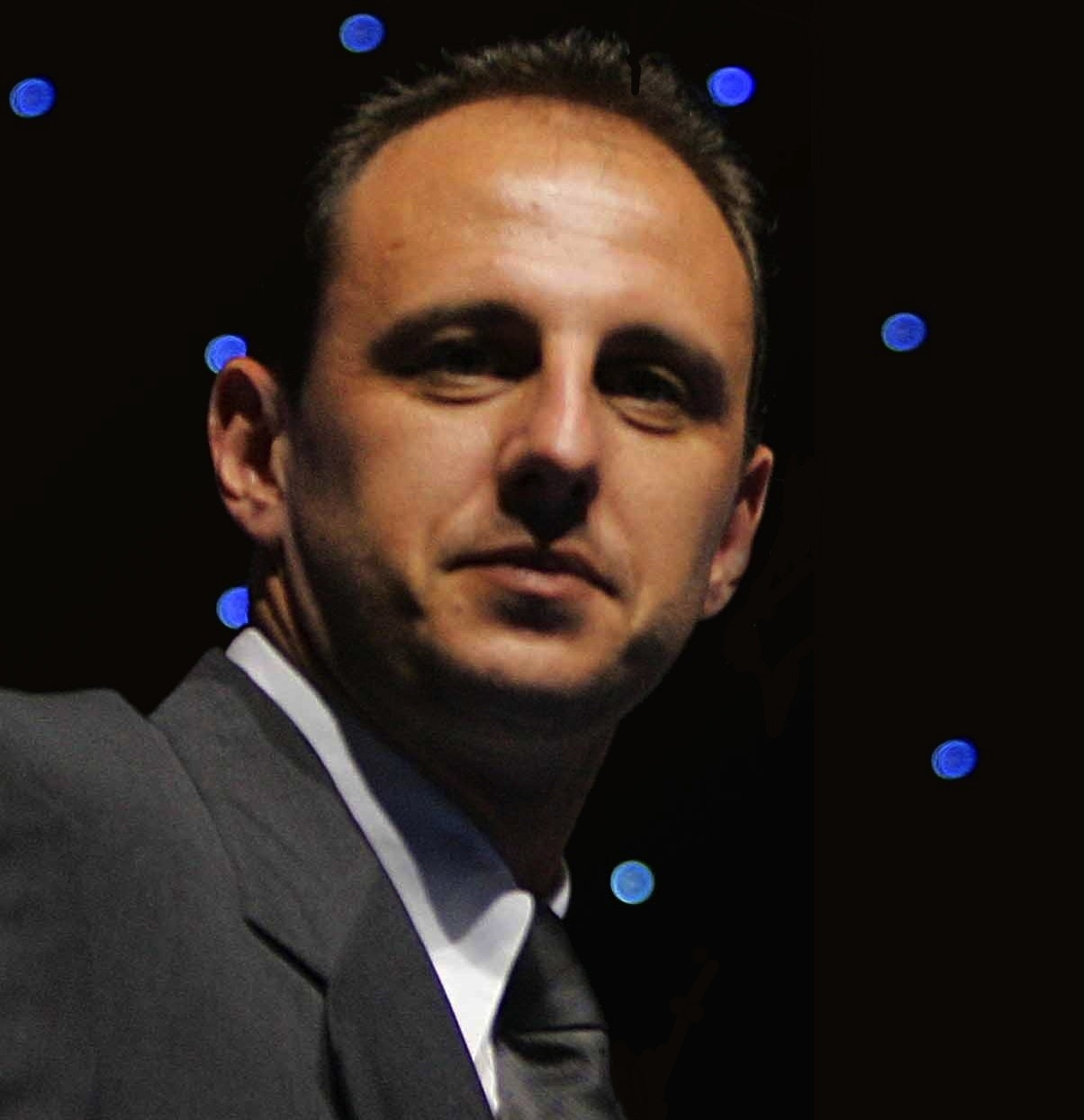
روژریو سنی کاپیتان سائو پائولو در فینال بود

فشار سائو پائولو باعث شد تا در دقیقه ۲۷ پیش بیفتند. یک پاس شکسته از آلوئیسیو به مینیرو، هافبک را در فضا پیدا کرد که توپ را فراتر از دروازه‌بان لیورپول، پپه رینا قرار داد تا برزیلی‌ها ۱–۰ پیش بیفتند. این اولین گلی بود که لیورپول در بیش از ۱۰۴۱ دقیقه بازی دریافت کرد. بلافاصله پس از آن لیورپول صاحب یک کرنر شد که نزدیک بود به گل برسد. ژابی آلونسو کرنر را زد که گارسیا پیدا شد، اما ضربه او به تیرک برخورد کرد. لیورپول در دقیقه ۳۰ بازی فرصت دیگری داشت، اما باز هم با ضربه سر موفق به گلزنی نشد. جرارد پنج دقیقه بعد فرصتی برای گل تساوی داشت، اما پس از اینکه هری کیول توپ را به او پاس داد، ضربه خود را به بیرون زد. لیورپول به ایجاد موقعیت ادامه داد و در دقیقه ۳۹ گارسیا ضربه سر خود را به گوشه‌ای دور دید که توسط روژریو سنی، دروازه‌بان سائو پائولو دفع شد. سامی هوپیا، مدافع لیورپول از کرنر به‌طور مستقیم به سمت سنی شوت کرد. او در اواخر نیمه اول یک فرصت دیگر داشت، اما ضربه سر او توسط سنی دفع شد.

### نیمه دوم
لیورپول اولین موقعیت گل را شش دقیقه بعد از نیمه دوم داشت. لیورپول در فاصله ۲۵ یاردی دروازه صاحب یک ضربه آزاد شد. شوت بعدی جرارد توسط سنی دفع شد. سنی بلافاصله پس از آن یک دفع دیگر از کیول را به تیر دروازه زد. لیورپول در یک ساعت به گل رسید، اما گل مردود اعلام شد. ضربه سر گارسیا به دلیل آفساید مردود اعلام شد. کمی بعد مورینتس فرصت دیگری برای گلزنی داشت، اما ضربه بالای سر او از بالای تیر افقی عبور کرد. بلافاصله بعد از آن لیورپول یک گل مردود دیگر زد.
سائو پائولو اولین تعویض بازی را در دقیقه ۷۵ انجام داد که مهاجم گرافیچی جایگزین آلوئیسیو شد. لیورپول چهار دقیقه بعد دو تعویض انجام داد تا به تساوی برسد. یان آرنه ریسه و فلورنت سناما پانگولی جایگزین استیون وارناک و محمد سیسوکو شدند. آنها آخرین تعویض خود را در دقیقه ۸۵ انجام دادند که پیتر کراوچ جایگزین مورینتس شد. گل سوم لیورپول در دقیقه ۸۹ مردود شد. گل سناما پانگولی تعویضی پس از اینکه کمک داور گارسیا را به عنوان آفساید علامت گذاری کرد، مردود اعلام شد. لیورپول قبل از پایان بازی صاحب موقعیت نهایی شد، اما گارسیا ضربه او را به بیرون فرستاد. هیچ گل دیگری به ثمر نرسید و داور سوت پایان بازی را با نتیجه ۱–۰ به سود سائو پائولو زد.

### جزئیات
| سائو پائولو | ۱–۰   | لیورپول |
| ----------- | ----- | ------- |
| مینیرو ۲۷'  | گزارش |         |

| سائو پائولو | لیورپول |

| GK             | ۱  | روژریو سنی (کاپیتان) | '۹۰ |     |
| SW             | ۵  | دیگو لوگانو          | '۵۷ |     |
| CB             | ۳  | فابائو               |     |     |
| CB             | ۴  | ادکارلوس             |     |     |
| RWB            | ۲  | سیسینیو              |     |     |
| LWB            | ۶  | جونیور               |     |     |
| CM             | ۷  | مینیرو               |     |     |
| CM             | ۸  | ژوزوئه               |     |     |
| AM             | ۱۰ | دانیلو               |     |     |
| SS             | ۱۴ | آلوئیسیو             |     | '۷۵ |
| CF             | ۱۱ | مارسیو آموروسو       |     |     |
| تعویض‌ها:       |    |                      |     |     |
| FW             | ۹  | گرافیچی              |     | '۷۵ |
| سرمربی:        |    |                      |     |     |
| پائولو آتوئوری |    |                      |     |     |

| GK           | ۱۲ | پپه رینا               |  |     |
| RB           | ۳  | استیون فینن            |  |     |
| CB           | ۴  | سامی هوپیا             |  |     |
| CB           | ۲۳ | جیمی کرگر              |  |     |
| LB           | ۲  | استیون وارناک          |  | '۷۹ |
| DM           | ۲۲ | محمد سیسوکو            |  | '۷۹ |
| RM           | ۸  | استیون جرارد (کاپیتان) |  |     |
| CM           | ۱۴ | ژابی آلونسو            |  |     |
| LW           | ۷  | هری کیول               |  |     |
| SS           | ۱۰ | لوئیس گارسیا           |  |     |
| CF           | ۱۹ | فرناندو مورینتس        |  | '۸۵ |
| تعویض‌ها:     |    |                        |  |     |
| DF           | ۶  | یان آرنه ریسه          |  | '۷۹ |
| FW           | ۱۱ | فلورنت سناما پانگولی   |  | '۷۹ |
| FW           | ۱۵ | پیتر کراوچ             |  | '۸۵ |
| سرمربی:      |    |                        |  |     |
| رافائل بنیتز |    |                        |  |     |

| کمک داوران: هکتور ورگارا (کانادا) آرتورو ولاسکوئز (مکزیک) داور چهارم: تورو کامیکاوا (ژاپن) | قوانین مسابقه - ۹۰ دقیقه - ۳۰ دقیقه وقت اضافه در صورت نیاز - ضربات پنالتی اگر نتیجه همچنان مساوی است - دوازده نیمکت‌نشین که حداکثر سه‌تایشان حق حضور در مسابقه دارند. |

### آمار
| آمار          | سائو پائولو | لیورپول |
| ------------- | ----------- | ------- |
| گل            | ۱           | ۰       |
| شوت           | ۴           | ۲۱      |
| شوت در چارچوب | ۲           | ۸       |
| مالکیت توپ    | ۴۷٪         | ۵۳٪     |
| ضربه کرنر     | ۰           | ۱۷      |
| خطا           | ۱۵          | ۱۷      |
| آفساید        | ۲           | ۷       |
| کارت زرد      | ۲           | ۰       |
| کارت قرمز     | ۰           | ۰       |

## بعد از مسابقه

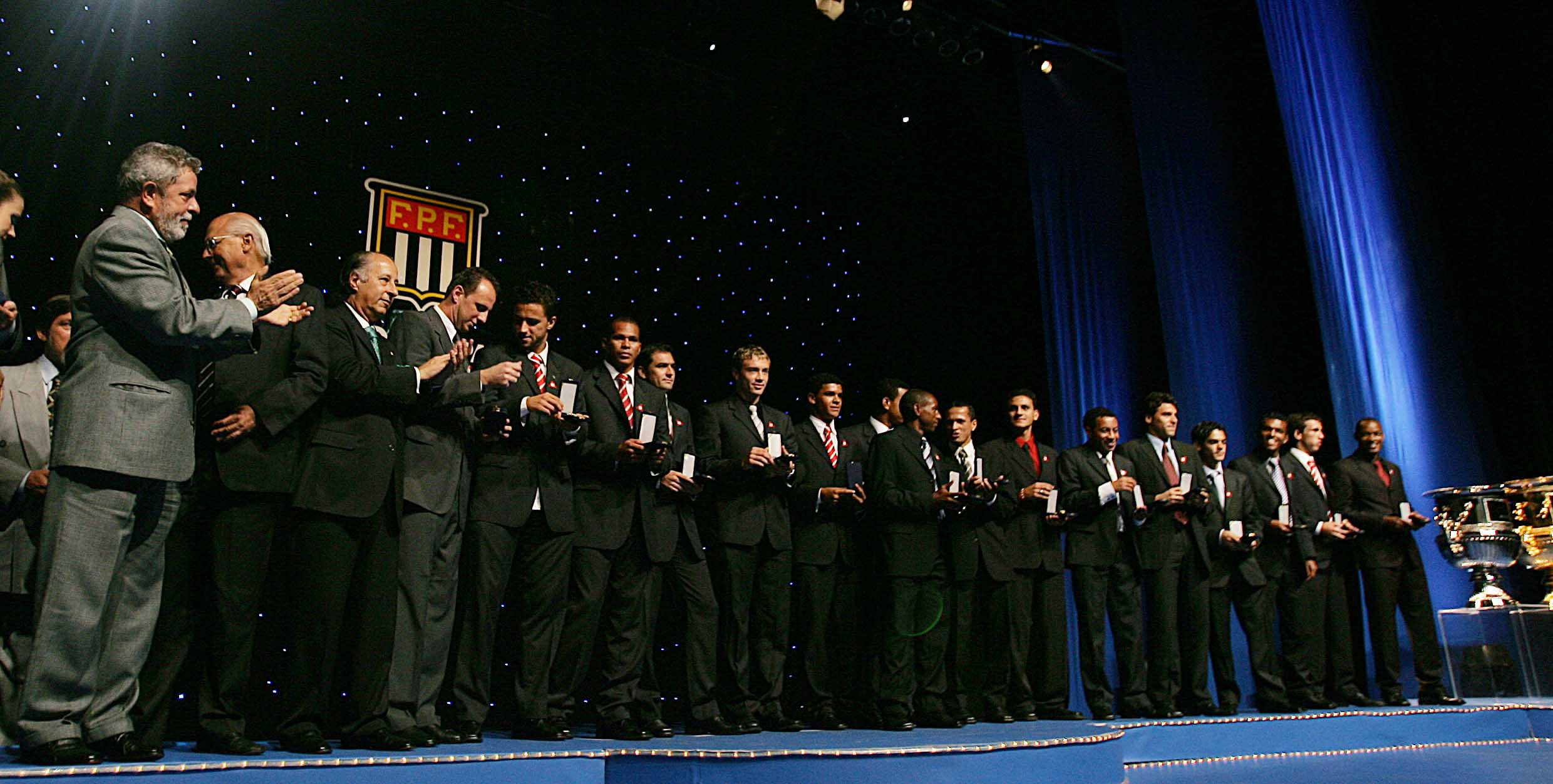
ادای احترام سائوپائولو از فدراسیون فوتبال پائولیستا و رئیس‌جمهور لولا (سمت چپ) به خاطر قهرمانی در جام.

بیشتر صحبت‌های بعد از بازی بر روی سه گل مردود لیورپول متمرکز بود. رافائل بنیتز، سرمربی لیورپول، پس از سوت پایان بازی، از تصمیمات داور عصبانی شد و به سرزنش مسئولان پرداخت. بنیتز معتقد بود که حداقل یکی از گل‌ها نباید مردود می‌شد: «می‌دانستیم که یکی از گل‌ها واقعا گل است، واضح است.» وی همچنین صلاحیت مسئولان را زیر سؤال برد و اظهار داشت: «در فینال جام جهانی داور مکزیکی و سرباز کانادایی نمی‌گیرید.» لوئیس گارسیا، که گل‌اش مردود اعلام شده بود، این احساس را در رختکن لیورپول خلاصه کرد: «احساس می‌کنیم فریب خورده‌ایم.»
روژریو سنی، دروازه‌بان سائو پائولو به عنوان بهترین بازیکن مسابقه انتخاب شد و همچنین توپ طلا را به عنوان بهترین بازیکن رقابت‌ها از آن خود کرد. سنی در دریافت جوایز ابراز لطف کرد و اظهار داشت: «جوایز برای من خوب است اما برد فقط مربوط به من نبود؛ بلکه مربوط به دوستان، مربی و همه کسانی که در باشگاه دخیل هستند است.» سرمربی سائو پائولو پس از پیروزی از تیمش خوشحال شد و با سنی موافق بود که این پیروزی یک تلاش تیمی بود: «این یک پیروزی جمعی بود» او همچنین گفت که این «یک دستاورد بزرگ برای باشگاه بود». گلزن بازی، مینیرو از این پیروزی بسیار خوشحال شد و گفت: «این شادترین لحظه در دوران حرفه‌ای من است.»